# مالیات بر عملکرد شرکت‌ها
مالیات بر شرکت یا مالیات در فایده، مالیات مستقیم وضع شده بر سازمان‌های انتفاعی (شرکت‌ها، بانک‌ها، شرکت‌های بیمه، و غیره ..) می‌باشد. سود برای اهداف این مالیات، به عنوان یک قاعده، به عنوان درآمد از ادامه عملیات منهای مبلغ تعیین شده کسر و تخفیف تعریف شده‌است.